# Mionochroma rufitarsis
Mionochroma rufitarsis är en skalbaggsart som först beskrevs av Schwarzer 1929.  Mionochroma rufitarsis ingår i släktet Mionochroma och familjen långhorningar. Inga underarter finns listade i Catalogue of Life.